# Mateo Seoane Sobral
Mateo Seoane Sobral (Valladolid - 21 de septiembre de 1791 - 23 de abril de 1870) fue un médico y naturista español conocido por ejercer en la ciudad de Madrid. Durante su carrera, se desempeñó como inspector general de los Hospitales Militares y realizó profundas reformas en el Cuerpo de Sanidad Militar. Se le considera uno de los precursores del higienismo en España durante el siglo XIX, recopilando información sobre el cólera en otros países y preparándose para las pandemias de cólera que asolarían España. Contribuyó con diversos artículos sobre materia médica e higiene pública y privada, y tuvo cierto contacto con la política.

## Biografía
Desde muy joven destaca en los estudios. En 1803 cursa estudios en filosofía en la Universidad de Valladolid y con la mayor brillantez en las Cátedras de Química, Agricultura y Geografía. Obtiene el grado de bachiller en Medicina en 1810, y dos años más tarde la licenciatura en Salamanca. En el transcurso de dos cursos académicos ejerció como catedrático sustituto de Filosofía. Ejerció la profesión en Rueda (Valladolid) como médico titular, y posteriormente en 1821 fue elegido diputado por Valladolid.
Fue presidente de Real Sociedad Económica Matritense de Amigos del País.
Fue nombrado Consejero de Sanidad del reino en 1847 cargo que ocuparía hasta 1863.
Donde ayudaría a elaborar la Ley General de Sanidad de 1855 que estaría vigente en España hasta 1986.
En 1857 entra a formar parte del Real Consejo de Instrucción pública.
Fue emigrado liberal de 1823 a 1834 y en Londres estuvo ejerciendo, algo que le proporcionó prestigio.
En 1835 es nombrado miembro de la Académie nationale de médecine. En 1841 ocupa el sillón U en la Real Academia Española. Es nombrado comendador de número de la Orden de Carlos III en 1847. También en 1847 toma posesión como miembro de la Real Academia de las Ciencias Exactas, Físicas y Naturales. En 1861 académico de la Real Academia Nacional de Medicina.
Las contribuciones y logros de Mateo Seoane Sobral en el campo de la medicina, la sanidad y la política lo sitúan como una figura relevante en la historia española del siglo XIX.